# 笔仙惊魂3
《笔仙惊魂3》（英語：Death Is Here 3）是《笔仙惊魂》和《校花诡异事件》的续集，中国大陆惊悚片、恐怖片，导演关尔，主演余心恬、郭艳、郭鑫、郎鹏、付曼、薛斐、吴云飞。

## 剧情
该片讲述眼睛能看到鬼魂的大学生物系校花“高沫”和海蓝、张宇等校友以及向导阿吉在假期前往深山开始了探险之旅。

## 演出
| 演员   | 角色   | 备注 |
| 余心恬 | 高沫   |      |
| 郭艳   | 海蓝   |      |
| 郭鑫   | 张宇   |      |
| 郎鹏   | 李明哲 |      |
| 付曼   | 蒋小雪 |      |
| 薛斐   | 于帅   |      |
| 吴云飞 | 关医生 |      |
|        | 艾薇儿 |      |
|        | 阿吉   |      |
| 郑惠馨 | 团团   |      |

## 制作
该片的制作场地是在重庆市武隆风景区搭建的一座耗资千万的古宅，这里曾是张艺谋《满城尽带黄金甲》的取景之地，也是中美合拍片《变形金刚4》的取景之地。
该片配乐师是日本的配乐大师室田宪一。

## 上映
该片在农历清明节期间（2014年4月4日）上映。

## 其他
韩国导演安兵基执导的惊悚片《笔仙3》和该片制作方曾在北京市第三中级人民法院打官司，《笔仙惊魂3》赔偿人民币50万元，并且公开道歉。